# We Don't Need to Whisper
We Don´t Need to Whisper es el álbum debut de la banda estadounidense Angels & Airwaves. Las raíces del álbum se inician en 2004, durante una gira de Blink-182, en sesiones de composición, cuando se preparaban nuevas canciones de esta banda. Cuando Tom DeLonge deja de lado Blink-182 en febrero de 2005, utiliza algunos de estos demos como base para lo que posteriormente serían canciones de Angels & Airwaves. Siendo durante el resto de 2005, cuando Tom y sus compañeros de banda componen y graban todas las canciones de este álbum en su estudio.

## Lista de canciones
| We Don't Need to Whisper |                     |          |  |
| N.º                      | Título              | Duración |  |
| 1.                       | «Valkyrie Missile»  | 6:39     |  |
| 2.                       | «Distraction»       | 5:36     |  |
| 3.                       | «Do It for Me Now»  | 4:33     |  |
| 4.                       | «The Adventure»     | 5:12     |  |
| 5.                       | «A Little's Enough» | 4:45     |  |
| 6.                       | «The War»           | 5:07     |  |
| 7.                       | «The Gift»          | 5:02     |  |
| 8.                       | «It Hurts»          | 4:14     |  |
| 9.                       | «Good Day»          | 4:30     |  |
| 10.                      | «Start the Machine» | 4:10     |  |
| 49:48                    |                     |          |  |